# Castor 2 (człon rakiety)
Castor 2 – amerykański człon wielu rakiet nośnych używanych od lat 60. do 90. XX wieku, głównie rodziny Blue Scout, Scout i Delta oraz japońskich serii H i N. Spalał stały materiał pędny. Jego konstrukcja wywodzi się z taktycznych rakiet Sergeant. Człony Castor 2 były używane ponad 1050 razy.

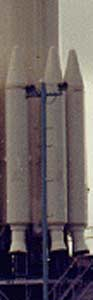
Człony Castor 2 dookoła rakiety typu Delta